# 布萊克羅克嶺
64°17′S 56°43′W / 64.283°S 56.717°W
布萊克羅克嶺（英語：Blackrock Ridge）是南極洲的山嶺，位於葛拉漢地的西摩島中部，處於企鵝角以北3公里，由美國南極名稱諮詢委員會命名，現時由南極條約體系管理。